# Maria Lúcia Medeiros
Maria Lúcia Fernandes Medeiros (Bragança, Pará, 15 de fevereiro de 1942 — Belém do Pará, 8 de setembro de 2005), mais popularmente chamada de Lucinha Medeiros, foi uma escritora, poeta e professora paraense.

## Biografia
Morou em Bragança até os doze anos, quando se mudou para Belém. Licenciou-se em Letras pela Universidade Federal do Pará (UFPA), onde foi professora e pesquisadora.
Estreou na ficção com o livro de contos Zeus ou a menina e os óculos (1988). Depois publicou Velas, por quem? (1990), Quarto de Hora (1994), Horizonte Silencioso (2000) e Céu Caótico (2005).
Um de seus contos, "Chuvas e Trovoadas", foi adaptado para o cinema em um curta da paraense Flávia Alfinito. Neste conto de Maria Lúcia Medeiros, quatro meninas têm aulas de costura nas tardes entediantes que se arrastam nos trópicos da belle époque na Amazônia.
Acometida de uma enfermidade que lhe reduziu os movimentos e lhe tirou a fala, mas não a lucidez e o domínio da palavra, continuou produzindo e mantendo intenso diálogo com seus pares e seus contemporâneos.[carece de fontes?]

## Obras

### Contos e coletâneas
- Corpo Inteiro (conto). In: Ritos de passagem de nossa infância e adolescência: antologia, org. Fanny Abramovich. São Paulo: Summus, 1984.
- Zeus ou a menina e os óculos. São Paulo: R. Kempf, 1988.
- Velas, por quem?. Belém: CEJUP, 1990.
- Quarto de hora. Belém: CEJUP, 1994.
- Horizonte silencioso. São Paulo: Boitempo, 2000.
- Antologia de contos. Belém: Amazônia, 2003.
- Céu caótico. Belém: SECULT, 2005.

### Não-ficção
- O lugar da errância (artigo). In: A Amazônia e a crise da modernização.  Orgs. Maria Ângela D’ Incao e Isolda M. da Silveira. Belém: Museu Paraense Emílio Goeldi, 1994. p. 195-198. (Coleção Eduardo Galvão).
- O nativo de câncer: travessias de uma poética amazônica (artigo). Asas da Palavra: Revista do Curso de Letras da UNAMA, Belém, v.2, n.2, p. 63-66, 1994.
- A escritura veloz. 1994.
- O lugar de ficção (memórias de leitura). Belém: SECULT/IOE, 2004.
- Dom Quixote veio de trem (memórias). Asas da Palavra: Revista do Curso de Letras da UNAMA, v. 9, n.20, 2005.